# Синбад: Легендата за седемте морета
Вижте пояснителната страница за други значения на Синбад.
„Синбад: Легендата за седемте морета“ (на английски: Sinbad: Legend of the Seven Seas) американски анимационен приключенски филм от 2003 г., продуциран от DreamWorks Animation и е разпространен от DreamWorks Pictures, използван е от традиционна и компютърна анимация. Режисиран е от Тим Джонсън и Патрик Джонсън, по сценарий на Джон Лоугън, главният озвучаващ състав се състои от Брад Пит, Катрин Зита-Джоунс, Мишел Пфайфър и Джоузеф Файнс. Филмът обхваща историята на Синбад (озвучен от Брад Пит), пират, който пътува в морето с неговото куче и неговия верен приятел Марина (озвучена от Катрин Зита-Джоунс). да възстанови изгубената Книга на мира от Ерис (озвучена от Пфайфер), за да спаси приятеля си от детството, принц Протей (озвучен от Джоузеф Файнс), от приемането на смъртната присъда на Синбад. Филмът съчетава елементи от „1001 арабски нощи“ и класически митове.
Филмът е излязъл на 2 юли 2003 г. и получи смесени отзиви от критици, които възхваляват гласовите изпълнения, но критикуват анимацията и сюжета на CGI. Събирайки 80,8 милиона долара при бюджет от 60 милиона долара, Синбад се смята за най-голямата бомба в боксофиса от 2003 г. DreamWorks претърпя загуба от 125 милиона долара от низ от филми, което почти фалира компанията. Това е и една от причините DreamWorks Animation да се откъсне от родителя си година по-късно. Това е и последният филм на DreamWorks, който използва традиционната анимация, тъй като студиото го изостави в полза на компютърната анимация.

## Актьорски състав
| Персонаж          | Изпълнител         | Описание                                                            |
| ----------------- | ------------------ | ------------------------------------------------------------------- |
| Синбад            | Брад Пит           | Приключенски пират и моряк, който планира да се пенсионира          |
| Лейди Марина      | Катрин Зита-Джоунс | Родена в Тракия, принцеса на Сиракуза                               |
| Ерис              | Мишел Пфайфър      | Богинята на Хаоса, която иска да създаде унищожение по света        |
| Принц Протей      | Джоузеф Файнс      | Принц на Сиракуза, син на цар Димас, приятел от детството на Синбад |
| Кейл              | Денис Хейсбърт     | Един от екипажа на Синбад и капитан на кораба                       |
| Рат               | Адриано Джианини   | Другия съотборник от Синбад                                         |
| Цар Димас         | Тимъти Уест        | Бащата на принц Протей и крал на Сиракуза                           |
| Лука              | Джим Къмингс       | Посланикът лидер                                                    |
| Джед              | Конрад Върнън      | един от хората в екипажа на Синбад                                  |
| Джин              | Раман Хюи          | един от хората в екипа на Синбад                                    |
| Спайк             | Франк Уелкър       | Кучето на Синбад                                                    |
| Пазачът на кулата | Крис Милър         | пазач в кулата, който пази Книгата на мира.                         |

## В България
В България филмът е разпространен в кината от Съни филмс ентъртеймънт на 31 октомври 2003 г.
На 20 май 2005 г. е издаден на VHS от DVD от Прооптики България.
На 1 декември 2007 г. е излъчен за първи път по bTV в събота от 20 ч. с войсоувър дублаж.
През 2010 г. е излъчен по Нова телевизия с насинхронния дублаж на Александра Аудио, в който следват и повторения и по KinoNova до 2015 г.